# Tour della nazionale maschile di rugby a 15 delle Tonga 1932
La nazionale tongana di "rugby a 15" nel 1932 si reca in tour nelle Isole Figi. 
Il bilancio sarà di tre pesanti sconfitte. Segue un match vinto contro Samoa.
| Suva 27 agosto 1932 | Figi | 11 – 0 | Tonga |  |

| Suva 31 agosto 1932 | Figi | 24 – 5 | Tonga |  |

| Suva 7 settembre 1932 | Figi | 30 – 3 | Tonga |  |

| Apia 16 settembre 1932 | Figi | 9 – 15 | Tonga |  |